# Renault Altica
La Renault Altica è una concept car realizzata dalla casa automobilistica francese Renault ed esposta per la prima volta al Salone dell'automobile di Ginevra nel 2006.

## Contesto
La vettura è una Shooting-brake tre porte con apertura ad "ali di mosca" e con quattro posti.
All'estremità posteriore del tetto vi è un dispositivo aerodinamico, soprannominato getto sintetico, che controlla il distacco del flusso dell'aria dalla vettura, riducendo la turbolenza posteriore; esso appena l'auto raggiunge i 130 km/h, riduce del 15% la resistenza aerodinamica, con un consumo medio di 18,8 km/l. Il motore è un 2,0 litri diesel da 177 CV, che in condizioni normali di utilizzo senza il getto sintetico, avrebbe un consumo medio di 16,6 km/l.
Per la Altica viene dichiarata un'accelerazione da 0 a 100 km/h in 7,5 secondi.